# The Desperados Are in Town
The Desperados Are in Town è un film del 1956 diretto da Kurt Neumann.
È un western statunitense con Robert Arthur, Kathleen Nolan e Rhys Williams. È basato sul racconto breve del 1949 The Outlaws Are in Town di Bennett Foster.

## Produzione
Il film fu diretto e prodotto da Kurt Neumann, su una sceneggiatura di Earle Snell e dello stesso Neumann e un soggetto di Bennett Foster, per la Regal Films e girato nel Jack Ingram Ranch a Woodland Hills, Los Angeles, California, dal 10 luglio a fine luglio 1956. Il titolo di lavorazione fu The Outlaws Are in Town.

## Distribuzione
Il film fu distribuito negli Stati Uniti nel novembre 1956 al cinema dalla Twentieth Century Fox.
Altre distribuzioni:
- in Brasile (Os Assassinos Voltam)
- in Grecia (Listai stin poli)